# Загадочник
Зага́дочник (англ. The Riddler), настоящее имя — Э́двард Ни́гма (англ. Edward Nygma; также — Nigma) — суперзлодей комиксов издательства DC Comics, связанных с супергероем Бэтменом. Создан сценаристом Биллом Фингером и художником Диком Спрангом. Впервые появился в Detective Comics № 140 (1948 год).
Загадочник был адаптирован во многих медиа: в живом действии его играли Фрэнк Горшин и Джон Эстин в телесериале «Бэтмен» 1960-х годов, Джим Керри в фильме «Бэтмен навсегда» (1995), Кори Майкл Смит в сериале «Готэм» (2014) и Пол Дано в фильме «Бэтмен» (2022). Джон Гловер, Роберт Инглунд, Уолли Вингерт и другие актёры озвучивали Загадочника в различных анимационных фильмах и видеоиграх.

## Оригинальная история из комиксов
В детстве Эдди носил фамилию «Нэштон», прежде чем во взрослом возрасте сменить её на «Нигма».
С детства был склонен к задумчивости. Родители почти не обращали внимания на умного ребёнка. В школе Эдди тоже не пользовался особой популярностью.
Однажды в школе решили провести конкурс головоломок и всяческого рода загадок. Каково же было удивление учителей и учеников, когда именно Эдвард выиграл его. Обрадовавшись, мальчик побежал домой, рассказать о своем внезапном успехе. Но его отец по непонятной причине очень разозлился на сына, обвинив его в мошенничестве. Он уверял, что сын под покровом ночи забрался в кабинет учителя, взломал его стол и украл загадку, которую должны были выставить на конкурсе. Свои слова разъяренный папаша сопровождал градами ударов по голове ребёнка. Он бил его, пока Эдвард не признал, что украл головоломку, окончательно убедив отца в его правоте и обманув себя.
С этих пор, Эдвард стал одержим загадками и стал навязчиво честен. Нарядившись в зелёное трико, покрытое вопросительными знаками, и назвавшись Загадочником, новый суперзлодей запустил в городе волну «головоломных» преступлений. Он одет в ярко-зелёный костюм с пурпурными маской и галстуком, на котором нарисован зелёный знак вопроса. В качестве оружия Нигма использует золотую трость с набалдашником в форме вопросительного знака. Своё прозвище Эдди получил за слабость оставлять на месте преступления конверты и чемоданчики с загадками внутри.
Позднее Загадочник неоднократно пытался избавиться от этой привычки, но каждый раз давал Тёмному рыцарю способ победить себя. Много лет спустя Эдди пришлось воспользоваться ямой Лазаря, чтобы излечиться от неоперабельной опухоли. В результате этого воздействия Загадочник понял, что Бэтмен и Брюс Уэйн — одно и то же лицо. Эдвард встретился с хирургом Томми Эллиотом, старым другом и тайным ненавистником Уэйна. Вдвоём они разработали хитрый план, как покончить со своими противниками, которые являлись одним человеком. Гениальные преступники использовали многих противников человека-летучей мыши, чтобы свести его с ума и довести до грани. В нужный момент Нигма сдался Бэтмену и пересидел все неприятности в Аркхэме, а Хаш оказался ранен и пропал из города.
Выживший Томми намеревался отомстить Загадочнику, и Эдвард обратился за помощью к Джокеру. В то же время Хаш заручился поддержкой противника Лиги Справедливости Прометея, который легко перебил всех громил Джокера. Лишь вмешательство Бэтмена спасло Нигме жизнь. Вновь очутившись в бегах, теперь и от Тёмного рыцаря, и от Хаша, Загадочник обратился за помощью к Ядовитому Плющу, но получил весьма жёсткий отказ: девушка была весьма недовольна тем, как обошлись с ней Эллиот и Нигма в прошлый раз.
Избитый и униженный Эдди решил отказаться от преступной карьеры и прятался в парке под видом бомжа, пока не встретил там профессора Баттери. Учёный раскрыл истинный потенциал Нигмы, но слишком поздно понял, с кем он имеет дело на самом деле. Обновленный и гораздо более опасный Загадочник устроил Бэтмену череду таких опасных ловушек, как никогда до этого, а в конце скрылся прямо из-под носа у героя и целого взвода полиции.
Эдвард вновь бросил вызов супергерою Зелёной Стреле, с которым однажды имел дело до этого и покончил бы с лучником, если бы не вмешательство друзей последнего. Во время событий Бесконечного Кризиса Загадочник вошёл в суперзлодейское Общество и участвовал в атаках на Готэм и Метрополис, но во время последней получил удар по голове, после которого впал в кому.
Придя в себя несколько месяцев спустя, злодей забыл тайну личности Бэтмена, да и преступное ремесло больше не прельщало его. Эдди стал весьма преуспевающим частным сыщиком и не раз помогал полиции и Тёмному рыцарю, хотя тот всё ещё подозревал своего старого противника в тёмном умысле.

### New 52
В сюжетной арке «Batman: Zero Year» пока Бэтмен был в коме, Загадочник смог захватить весь Готэм и держал в блокаде при условии, что он может отпустить готэмцев, если один из них сможет загадать ему такую загадку, которую он не сможет разгадать.

## Силы и способности
Загадочник обладает изобретательностью в расшифровке и формулировке всевозможных загадок. Их решение помогает предугадать последующие действия преступника и подготовиться к ним. Он не имеет никаких сверхчеловеческих способностей, но является чрезвычайно хитрым преступным стратегом. Не особенно отличаясь в плане силы, Загадочник иногда может использовать собственное оружие — трость в форме вопросительного знака. Также он квалифицирован в работе с высокими технологиями.

## Вне комиксов

### Кино
- В игровом фильме 1966 года и телесериале роль Загадочника исполнил Фрэнк Горшин. В этой версии Э.Нигма носил два костюма — классический из комиксов и обтягивающий всё тело, а тростью он не пользуется. Как и остальные суперзлодеи, он не получил в сюжете истории происхождения.

Джим Керри в роли Загадочника в фильме «Бэтмен навсегда»

- В фильме «Бэтмен навсегда» роль Загадочника исполнил Джим Керри (среди потенциальных кандидатов был Робин Уильямс[9]). Эдвард Нигма работал на «Уэйн Энтерпрайзез» и создал прибор, который увеличивает интеллект путём похищения рассудка у других. Эдвард был большим поклонником Брюса Уэйна и мечтал стать его партнёром, но получил отказ. Нигма возненавидел Уэйна и поклялся отомстить, для чего он объединяется с Двуликим. Благодаря своему прибору он узнаёт, что Брюс Уэйн и Бэтмен — один человек. В финальной битве герой побеждает обоих злодеев, и, уничтожив аппарат Нигмы, лишает последнего как уже приобретённого ранее разума, так и собственного. Бэтмен говорит Нигме, находившемся в шоке, что он одновременно и Брюс Уэйн и Бэтмен, после чего воздействует на его мозг. Человека-Загадку заточают в психлечебницу Аркхэм, где он начинает считать себя Бэтменом, тем самым уже не угрожая раскрытием тайны Брюса Уэйна.

- Загадочник должен был появиться в финальном фильме трилогии Кристофера Нолана, «Тёмный рыцарь: Возрождение легенды», но сценарист Джонатан Нолан пришёл к выводу, что персонаж будет очень похож на Джокера из второго фильма трилогии «Тёмный рыцарь». По словам сценариста трилогии Дэвида С. Гойера, на роль злодея рассматривался Леонардо Ди Каприо[10].

- В фильме «Бэтмен» 2022 года роль Загадочника исполнил Пол Дано. В этой версии он впервые фигурирует под своей оригинальной фамилией Нэштон, а также является серийным убийцей. В январе 2022 года киностудия Warner Brothers опубликовала фотографии ряда персонажей, включая Загадочника. Он носит кожаную маску с очками на лице и перчатки, а одет в прочное пальто зелёного цвета с белым вопросительным знаком, стилизованным под прицел.[11]. В качестве вдохновения для персонажа создатели использовали реального серийного убийцу по кличке Зодиак[12][13]. Маркетинг фильма намеренно уделял его персоне мало внимания в трейлерах и других официальных материалах, оставляя фанатам очень мало информации о персонаже. По словам режиссёра Мэтта Ривза, персонаж является одновременно страшным и вызывающим сочувствие[14]. Во время перерывов между дублями Дано для поддержания образа слушал песню «Something in the Way» группы Nirvana, которая была упомянута непосредственно в сценарии[15]. В данной интерпретации Нэштон представлен как сирота, испытывающий персональную неприязнь к Томасу Уэйну за то, что тот не успел проспонсировать его приют перед гибелью. Также он испытывает сильную зависть к Брюсу за то, что тот тоже остался сиротой, но был богат. При этом, по иронии, Нэштон обожает Бэтмена, который и вдохновил его на создание своего образа Загадочника. Он сперва совершает убийства нескольких коррумпированных чиновников Готэма, связанных с делом Сальватора Марони, а затем посылает Брюсу письмо со взрывчаткой, от которого вместо этого страдает Альфред. Затем он сливает в прессу информацию, что Томас Уэйн в своё время заплатил Кармайну Фальконе за убийство журналиста, хотевшего написать о былом ментальном заболевании его жены Марты. Затем Нэштон убивает Фальконе, который к тому времени был раскрыт как информатор мафии, после чего его ловит полиция, раскрыв его как бухгалтера-криминалиста из криминалистической фирмы. Однако в клинике Аркхэм раскрывается, что Загадочник спланировал свой арест: пока он находится в безопасности в клинике, его люди минируют городскую дамбу с целью затопить город, а потом убьют выживших. Остановить взрыв дамбы не удаётся, но Бэтмен и Женщина-кошка не дают людям Загадочника убить горожан. Нэштон, увидев это по телевизору, злится на свой провал, но внезапно его из другой камеры окликает Джокер и предлагает дружбу.

### Телевидение
- В игровом сериале «Бэтмен» 1960-х годов Загадочника продолжил играть Фрэнк Горшин, но в одной из серий был заменён Джоном Эстином.
- В мультсериале «Бэтмен» 1990-х годов роль Загадочника озвучил Джон Гловер. Здесь он представлен как более мрачный и коварный по сравнению с комиксами. Его костюмы почти копируют версии Фрэнка Горшина. Появляется нечасто, поскольку создание сюжетов с его участием было слишком сложным[16].
- В мультсериале «Бэтмен» 2004 года Загадочник озвучен Робертом Инглундом, а внешне напоминает Мэрилина Мэнсона. В сериале у него новая история происхождения: вместе со своей коллегой Джули (Брук Шилдс) он разрабатывал устройство для усиления мозга, но во время презентации оно дало сбой. Нигма во всём обвинил человека по имени Горман, который ранее пытался купить у него права на изобретение, но получил от Нигмы твёрдый отказ. Эдвард попытался убить его в отместку, но был остановлен Бэтменом. Годы спустя, к моменту событий серии «Зашифрованный», Нигма стал Загадочником и обзавёлся сетью помощников, именуемых Риддлменами. В серии «Месть Загадочника» он снова пытается убить Гормана, но в итоге они с Бэтменом выясняют, что на самом деле его устройство саботировал вовсе не Горман, а Джули, которая увидела в Нигме психопата и почти точный путь к провалу. Раздавленный этой правдой, Нигма пытается убить её, но Бэтмен и Робин успевают ему помешать.
- В игровом сериале «Готэм» роль Эдварда Нигмы исполняет Кори Майкл Смит. Он является судебно-медицинским экспертом полицейского департамента Готэма и имеет привычку давать информацию в виде вопросов и загадок. Влюблен в свою коллегу, архивариуса Кристен Крингл, но она воспринимает тихого эксперта только как друга, а парнями её оказываются жестокие сотрудники полиции. Один из таких ухажеров, Том Доггерти, был убит Нигмой и перед смертью нарек его прозвищем «Загадочник». Это убийство вызвало глубокий внутренний резонанс внутри Эдварда, временно вызвав у него раздвоение личности. Однако в итоге он смог соединить обе личности воедино, и это стало началом его превращения в «Самого хитроумного преступника Готэм-сити». После череды убийств с целью компрометировать Джима Гордона, попадает в психиатрическую лечебницу «Аркхэм». В дальнейшем становится другом и напарником новоизбранного мэра Готэма — Пингвина, но после того, как тот из ревности убивает новую возлюбленную Нигмы (поразительно похожую на Крингл), тот надолго записывает Пингвина во враги. В третьем сезоне окончательно превращается в Загадочника. В отличие от комиксов, в сериале у Нигмы чёрная шляпа, вместо маски он носит обычные оптические очки, а костюм не украшен знаками вопроса. Однако в финальном эпизоде, который является смысловым аналогом фильма Бэтмен: Начало, орнамент из знаков вопроса появляется.
- В мультсериале «Бэтмен: Отважный и смелый» роль Загадочника озвучивает Джон Майкл Хиггинс.

### Мультипликация
- В анимационном фильме 2010 года «Бэтмен: Под красным колпаком», во флэшбэке, Загадочник грабит банк.
- Загадочник является одним из основных персонажей в анимационном фильме 2014 года «Бэтмен: Нападение на Аркхэм».
- Является одним из главных злодеев в мультипликационном фильме «Бэтмен: Возвращение рыцарей в масках».
- Появляется в мультсериале «Харли Квинн» (2019).

### Компьютерные игры
- В игре по одноимённому фильму, Загадочник, наравне с Двуликим, является главным боссом игры.
- Он появлялся в игре «Lego Batman: The Videogame» и являлся главным злодеем первой части игры за героев.
- Он появился в игре «Lego Batman 2: DC Super Heroes» как дополнительный злодей в свободном мире.
- Также он появляется в игре «Lego Batman 3: Beyond Gotham» как игровой персонаж. И ещё персонажем DLC.
- В игре DC Universe Online в одной из миссий геройской стороны Загадочника необходимо спасти от наёмника Детстроука.

#### Серия игр Arkham
Во всех частях данной серии Загадочника озвучил американский актёр озвучивания Уолли Уингерт, в русскоязычной версии «Batman: Arkham Asylum» роль озвучил Михаил Тихонов.
- В игре «Batman: Arkham Asylum» Загадочник не встречается лично. Он оставляет загадки и подсказки, открывающие тайны как Аркхэма, так и противников Бэтмена. Разгадав все его загадки, Бэтмен передает координаты его местонахождения полиции, после чего Эдварда арестовывают. Также герой находит записи, согласно которым Эдвард Нигма одержим персоной Бэтмена, которого считает не альтруистом, а преступником.
- Во второй части серии «Batman: Arkham City» он снова оставляет загадки, но теперь, использует проекторы, появляется на стенах города. Разгадав все загадки и собрав трофеи, Бэтмен вычислит место, где Загадочник держит заложников и где сам преступник. В игре всего пять комнат с заложниками, каждая из которых является очередной головоломкой. Единственным был в курсе экспериментов Хьюго Стрейнджа над пациентами Аркхэма и обретением им контроля над мэром Квинси Шарпом. В беседе со Стрейнджем заявляет, что также интересуется Бэтменом, которого хочет увидеть «Мёртвого. Униженного, но мёртвого». В дальнейшем Стрейндж, знающий истинную личность Бэтмена, издевается над злодеем, предоставив ему радость открытия и намекая, что Нигма с его незаурядным умом и сам догадается. Согласно истории болезни, страдает нарциссизмом, нездоровым желанием продемонстрировать свой интеллект и любовью к загадкам.
- В приквеле «Arkham Asylum», «Batman: Arkham Origins», Загадочник использует псевдоним Энигма. Он пользуется сигнальными вышками, чтобы создать помехи для Бэтвинг (самолёт Бэтмена). Энигма решает шантажировать самых известных граждан Готэма и избавить город от коррумпированных, несмотря на то, что подвергает риску жизни невинных людей. Обнаружив и расшифровав собранные злодеем записи вымогательств и уничтожив глушлки, Бэтмен находит убежище Энигмы, но тот успевает скрыться, оставив герою в качестве награды трофей Загадочника.
- В «Batman: Arkham Knight» объединился с Пугалом, Пингвином, Двуликим с целью отомстить Бэтмену, держит в приюте Женщину-кошку, а также оставляет загадки и подсказки. В качестве подручных использует роботов, устав зависеть от отбросов с самого дна Готэма. Дизайнеры игры хотели сохранить типичные аспекты Загадочника, вроде зелёных рубашек с вопросительными знаками, однако в отличие от других персонажей его облик развивался и видоизменялся по мере прохождения[17].

### Пародия
- Муви 43 / Movie 43 (США; 2013) в роли Загадочника Уилл Кэрло.

## Критика
- Загадочник № 59 в списке 100 самых лучших злодеев комиксов по версии IGN[18].